# Saint Andrews
Saint Andrews (in scozzese: Sanct Androis, in gaelico scozzese: Cill Rìmhinn, conosciuta, nei secoli passati in italiano, come Sant’Andrea) è una città universitaria (ex royal burgh, "borgo reale"), situata sulla costa orientale del Fife, in Scozia.

La città, che fino al X secolo era conosciuta come, Kilrymont, prese in seguito il nome da Sant'Andrea Apostolo. L'opzione "-s" in Saint Andrews non è un possessivo, ma rappresenta Androis, la forma più antica scozzese di Andrew. Con una popolazione di 16.680 abitanti, è il centro più popoloso del Fife. Nella città troviamo la cattedrale di Saint Andrews, risalente all'VIII secolo, e un vescovado, risalente almeno all'XI secolo. L'insediamento è cresciuto a ovest della cattedrale di St. Andrews e divenne ben presto la capitale ecclesiastica della Scozia, una posizione che mantenne fino alla Riforma scozzese. Famosa cattedrale storica, ai suoi tempi la più grande, ora giace in rovina. Oggi Saint Andrews è turisticamente conosciuta come la "Casa del golf". Ciò è dovuto al fatto che è sede del Royal and Ancient Golf Club, fondato nel 1754. Il suo prestigio è tale che esercita autorità legislativa del gioco del golf in tutto il mondo (tranne che negli Stati Uniti e in Messico) ed organizza l'Open Championship, il più antico torneo di golf, uno dei quattro tornei Major più importanti del mondo, nonché il solo che si svolge al di fuori degli Stati Uniti.

È anche sede dell'Università di Saint Andrews, la terza più antica nel mondo di lingua inglese, e una delle più prestigiose del Regno Unito. L'Università è parte integrante del borgo, e durante il periodo scolastico, gli studenti costituiscono circa un terzo della popolazione della città. Il Memoriale dei Martiri, eretto in onore di Patrick Hamilton, George Wishart, e altri martiri dell'epoca della Riforma protestante, si trova sul lato ovest della città, su una scogliera a picco sul mare.

## Storia
I primi abitanti si insediarono, nel corso del Mesolitico, tra il 10000 e il 5000 a.C., ai margini della foce dei fiumi Tay ed Eden, provenienti dalle pianure del Nord Europa. ln seguito, intorno al 4500 a.C., popoli nomadi si insediarono nei pressi della moderna città. In quanto agricoltori deforestarono la zona e costruirono diversi monumenti.
Il primo nome dato al luogo fu quello di Muckross, il cui significato è,"testa di Cinghiale". Dopo la fondazione di un insediamento religioso nella zona avvenuto attorno al 370 d.C., il nome fu cambiato in "Cennrigmonaid" in memoria di Túathalán, abate di "Cennrígmonaid". Nel 906 d.C., la città divenne sede del vescovo di Alba, e i confini si estesero, includendo il territorio tra il fiume Forth e il fiume Tweed.
La fondazione della città odierna inizia attorno al 1140 grazie al vescovo Robert, probabilmente sul sito delle rovine del castello di Saint Andrews. Secondo una carta del 1170, il nuovo borgo venne costruito ad ovest della ex Cattedrale, lungo Castle Street. Il borgo di Saint Andrews è stato rappresentato per la prima volta nel 1357 al Gran Consiglio di Scone Palace.
Riconosciuta come capitale ecclesiastica della Scozia, la città iniziò ad avere grande influenza dal punto di vista economico e politico in Europa. Nel 1559, dopo la Riforma e le Guerre dei tre regni cadde in rovina e perse lo status di capitale ecclesiastica della Scozia. Sotto l'autorità del vescovo di St. Andrews, la città, nel 1614, divenne un semplice borgo baronale, e, successivamente, borgo reale grazie ad un editto di Re Giacomo VI. Nel XIII secolo, la città era ancora in declino, ma nonostante questo era salita pian piano alla ribalta grazie ai legami a 'noti giocatori di golf'. Dal XIX secolo, la città iniziò ad espandersi oltre i confini medievali originali, con strade, nuove case e ville di città. Oggi, Saint Andrews è nota per le università, il golf e il turismo.

## Luoghi d'interesse storico
St. Andrews era delimitata da numerose "porte murate". Due sono ancora visibili: la prima è la porta murata di So'gait mentre la seconda è la porta di Sea Yett, nel porto della città. La porta murata di So'gait, ora West Port, è una tra le ultime superstiti delle città della Scozia. Le torri che fanno parte della costruzione riprendono la forma delle torri della porta di Netherbow, ad Edimburgo. L'arco centrale, di forma semi-ottagonale, sostiene i passaggi di ronda. Tra il 1843 e il 1845 vennero aggiunti alla porta, ad avvenuta ricostruzione, archi laterali e bassorilievi.
Le porte in rovina si trovano a, Port Swallowgait, Port No'rgait Mercatgait Port e a Kirkheaugh.
Le tre strade principali del centro storico sono: la North, la Market e la South Street. Nel XIX secolo i vecchi nomi scozzesi delle vie della città furono tradotti in inglese. Mercatgait divenne Market Street, mentre No'rgait divenne North Street.

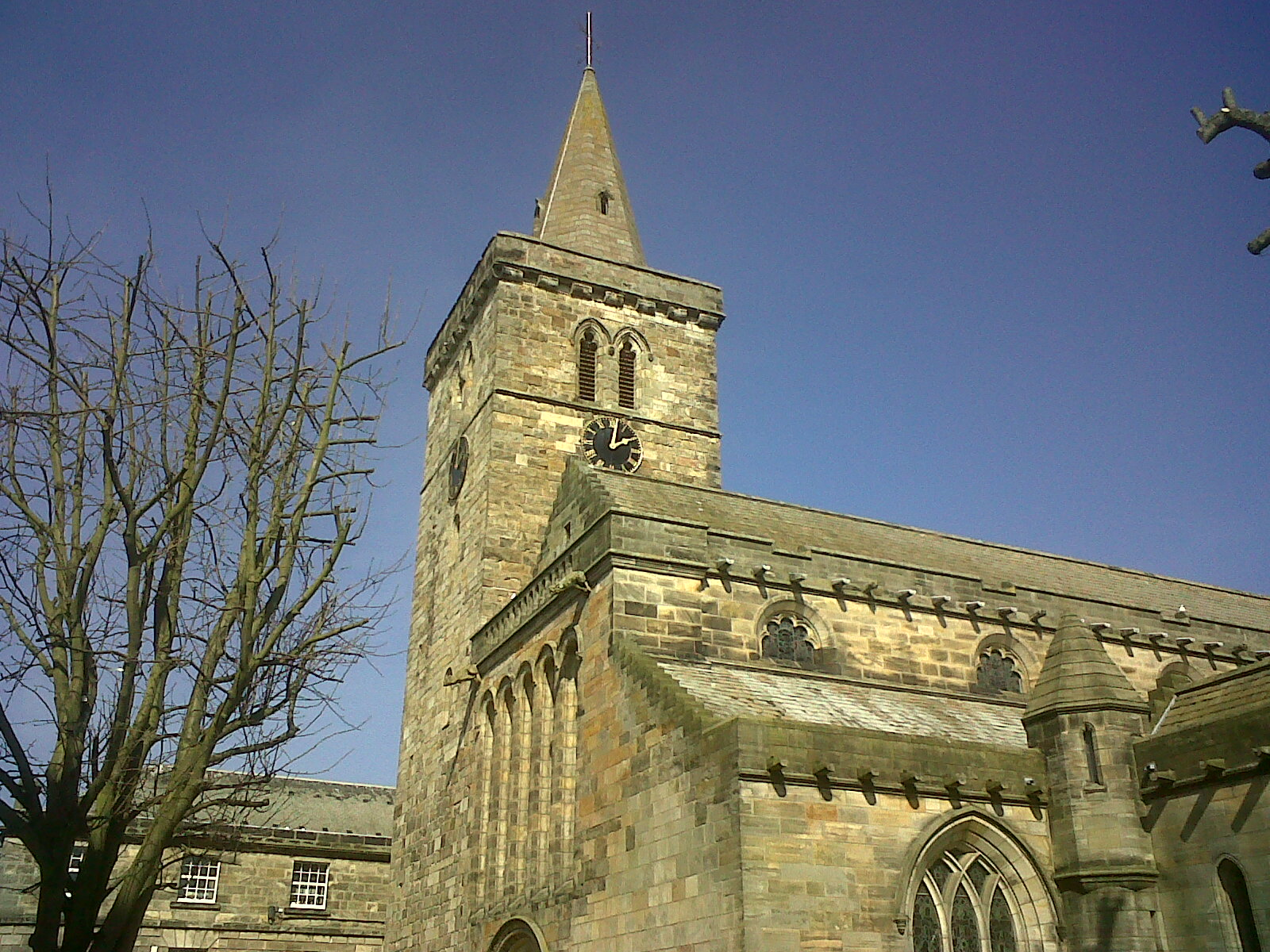
La torre di Holy Trinity

Dal punto di vista storico l'edificio storico più importante è la "Chiesa della Santissima Trinità", fatta costruire nel 1144 dal vescovo Robert Kennedy, in un terreno situato nei pressi della parte sud-est del Timpano del Duomo. Nel 1234 fu dedicata al vescovo David de Bernham. Fra il 1410 e il 1412 il vescovo Warlock fece ricostruire la chiesa su di un nuovo sito, situato sul lato nord di South Street. Gran parte delle caratteristiche architettoniche furono asportate e trasportate nel palazzo del re, da Robert Balfour tra 1798 e 1800. In seguito, tra il 1907 e il 1909, la chiesa fu restaurata e riccamente decorata da McGregor Chambers che le ridiede un aspetto medievale. Solo la torre nord-occidentale, una parte della guglia e gli archi del portico mantennero il loro aspetto originale. A est del centro della città, si trovano le rovine della Cattedrale di Sant'Andrea. Questo un tempo era l'edificio più grande della Scozia. Fu costruita per ospitare le reliquie di Sant'Andrea e divenne nota come prima cattedrale della città. Al giungere della Riforma, nel 1559, la cattedrale andò decadendo e nel 1826 i baroni dello scacchiere ne acquistarono le rovine.

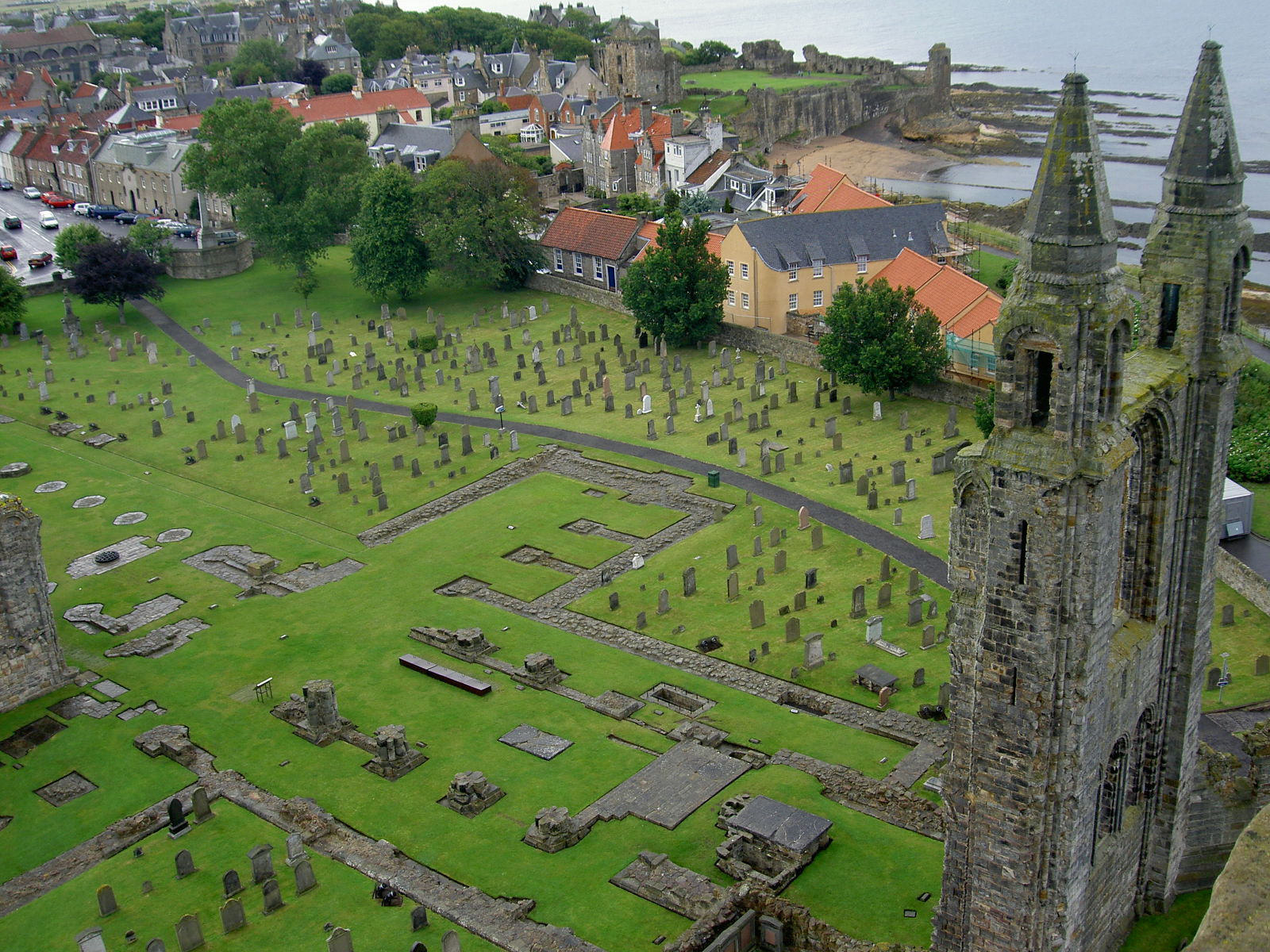
La cattedrale dalla cima della Torre di San Rule.

Le rovine del castello di St. Andrews sono situate nei pressi di una scogliera. Il castello fu eretto intorno al 1200 come casa dei vescovi e degli arcivescovi. Più tardi fu utilizzato come palazzo, prigione e fortezza, ma mantenne il legame ecclesiale con la città e con il tempo venne demolito e ricostruito. Per questo la maggior parte del castello risale solo all'epoca compresa tra il 1549 e il 1571. Il castello fu ricostruito in stile rinascimentale perché, l'uso che se ne voleva fare, era quello di palazzo, piuttosto che di fortezza.
L'abside del convento domenicano, il Blackfriars, può ancora essere visto sulla South Street. Resti di altre case religiose distrutte, appartenenti alla ex città medievale, anche se meno visibili, hanno lasciato tracce, come ad esempio il lebbrosario di San Nicola Casale (Il Steading).

## Società

### Evoluzione demografica
Secondo il censimento del 2001, St. Andrews contava una popolazione totale di 14 209 unità, mentre nel 2008 si attestava intorno alle 16 680 unità. La composizione demografica della popolazione è quasi perfettamente in linea con la media del resto della Scozia. La fascia di età 16-29 costituisce la maggior parte della popolazione (37%). L'età media di maschi e femmine della città era di 29 e 34 anni rispettivamente, rispetto al 37 e 39 anni per quelli di tutta la Scozia. L'87,78 % degli abitanti della città nasce nel Regno Unito (inclusi 61,80% dalla Scozia), il 0,63% dalla Repubblica di Irlanda, mentre il 4,18% da altri paesi dell'Unione europea, e il 7,42% da altre parti del mondo.

## Geografia fisica

### Clima
Il clima è temperato atlantico, relativamente mite, nonostante l'elevata latitudine nord. Gli inverni non sono freddi come ci si potrebbe aspettare, visto che Mosca, il Labrador e Terranova si trovano alla stessa latitudine. Le temperature diurne possono scendere sotto lo zero e la media è di circa 4 °C. Tuttavia la città è soggetta a forti venti. Le gelate notturne sono comuni, ma nevicate si verificano di rado. La temperatura più bassa registrata in inverno a St. Andrews è di −14 °C. Le temperature estive sono in genere alquanto basse, con massime giornaliere che superano raramente i 20 °C.